# Dzsürcsi írás
A dzsürcsi írás a dzsürcsik által használt írásrendszer.

## Eredete
A dzsürcsi írás (dzsürcsi nyelven ǰuše  bithe) megalkotásáról a kínai Jin-dinasztia történetét leíró Jinshiben, Wan-yan Xi-yin életrajzában a következő áll:
„A jin-embereknek először nem volt saját írásuk. Az ország napról napra erősödött, és a szomszédos országokkal a kitaj íráson keresztül tartották a kapcsolatot. Taizu császár Xi-yinnek parancsot adott az ország írásának megalkotására. Xi-yin a szabályos kínai írásjegyeket utánozva, a kitaj írás rendszere alapján megalkotta a dzsürcsi írást, a dzsürcsi nyelvhez igazítva. Tianfu (天輔) 3. évének 8. hónapjában készült el a szótár. Taizu nagyon megörült, és megparancsolta, hogy az írást terjesszék el. Xi-yinnek egy lovat és egy öltözetet adott jutalomképpen. Ezután Xizong ismét írást alkotott, és azt a Xi-yin által megalkotott írással együtt használták. A Xi-yin által alkotott írást »nagy dzsürcsi« írásnak, a Xizong által megalkotottat »kis dzsürcsi« írásnak nevezték….”

## A nagy dzsürcsi írás
A kitaj írást a Liao-dinasztia megdöntése után is használták, egészen 1191-ig, amikor is Zhangzhong császár rendeletben betiltotta a használatát. De ezalatt 1119-ben  az előbb tábornoki, később bal oldali miniszteri és udvari kincstárosi posztot betöltő Wan-yan Xi-yin (完顔希尹) megalkotta kínai és kitaj írás alapján a „nagy dzsürcsi írást”, amely a kínai íráshoz hasonlóan szójelekből áll. Az egyszótagú kínai szavakkal ellentétben, a dzsürcsi szavak  több szótagból is állhatnak, így vannak egyszótagú szót, két szótagú szót, és három szótagú szót kifejező szójelek.
A korai időszakban nem jelölték külön a képzőket, ragokat, így feltehetően nehézkes volt az írás használata. A képzők, ragok jelölése csak a „kis dzsürcsi” írás bevezetése után alakult ki, ami szótagírás.
1973-ban, Xi-anban (西安) előkerült egy dzsürcsi szójegyzék, amely körülbelül a 12. század közepéről  származik. Itt már alkalmazzák a „kis dzsürcsi írást” is, azonban még nem minden esetben. Összevetve ezt a szójegyzéket a Ming-kori szójegyzékekkel, láthatjuk, hogy a szótagjelek bevezetése fokozatosan történhetett.
A dzsürcsi írás, úgy mint a kínai, kitaj, tangut és a japán írás, függőleges és jobbról balra halad,  az írásjegyek jeltagolóak, egyenként sorakoznak, ebben különbözik a kitaj írástól, ahol a jeleket „tömbökbe” rendezték, hasonlóan a koreai hangŭl írásban.  Azonban 1977-ben találtak egy ezüst paidzét, kiváltságlevelet, amin az írásjegyeket kitaj mintára tömbökbe rendezték.  Ez azt jelenti, hogy kezdetben a kitaj mintát követték, és csak később, a kitajtól való különbség hangsúlyozására hagyták azt el, és kínai módra rendezték írásjegyeiket.

## A kis dzsürcsi írás
1138 elején, a nagy dzsürcsi írás nehézkessége miatt Xizong császár (熙宗) megalkotta a „kis dzsürcsi írást”, amely szótagírás volt, hasonlóan a „kis kitaj íráshoz”, illetve a japán kana-írásjegyekhez. Ezek egy-és két szótagot is jelölhettek. Ezzel az írással nemcsak egész szavakat jegyeztek le, hanem ragokat és képzőket is, utánozva a  kitaj írás rendszerét. A japán írásrendszer is hasonló helyesírású.
A ragok, képzők leírására speciális szótagjeleket használtak, csak ezzel voltak leírhatók.
Azonban találni olyan írásjegyet is, amit nemcsak képzők, hanem egész szavak leírására is használtak.
A ragok és képzők írására két szótagból álló jeleket is használtak, ahol az első szótag általában visszaható, szenvedő stb. igeképző, a második szótag valamilyen gyakori rag. Ilyen a duru az ačiduru „mozogni” jelentésű szóban.
A dzsürcsi helyesírás ismerte a kínaiak fanjie (反切) módszerét, amelynek lényege, hogy egy írásjegy kiejtését  két írásjeggyel adják meg, mégpedig úgy, hogy  az első írásjegy jelölte a szó elejét, és a második a szó többi részét, például a 東 dong írásjegy kiejtését a 徳 De és a 紅 hONG írásjegyekkel adták meg. A dzsürcsik ezt a módszert főleg a szóvégi  „n”-tő leírásánál alkalmazták, amire külön szótagjeleket használtak, attól függően, hogy az adott szó töve milyen magánhangzóra végződik.
A dzsürcsi írás fejlődése nem állt meg a „kis dzsürcsi” írás bevezetésével, lassan egyes szójelek elvesztették eredeti jelentésüket és csupán szótagjelként funkcionáltak.

## A dzsürcsi írásjegyek kialakítása
Wan-yan Xi-yin életrajzában olvasható, hogy a dzsürcsi írást a kínai mintájára alkották meg. Azonban az írásjegyek kialakításakor  figyelmen kívül hagyták a kínaira jellemző és az ugyancsak siniform tangut írásban is alkalmazott gyök és fonetikai kulcsokat. A gyökök, kínaiul bushu (部首), azt jelölik, hogy az adott írásjegy milyen fogalomkörbe tartozik. A szótárakban a gyökök szerint szokták az írásjegyeket csoportosítani. A fonetikai kulcs, kínaiul shengfu (声符) a  gyökjel+fonetikai kulcs felépítésű írásjegyekben az írásjegy megközelítő kiejtésére utal. Egyes gyökjelek és fonetikai kulcsok önálló írásjegyként is előfordulhatnak.     Például a 羊yang  „birka” jelentésű írásjegy a 洋yang „óceán” jelentésű írásjegyben is előfordul, mint a kiejtésre utaló elem. Az írásjegy bal oldala a 氵„víz” jelentésű gyökjel, ami a jelentésre utal.
Mivel a dzsürcsik csak felületesen utánozták a kínai írásjegyeket, ezeket nem találjuk meg a dzsürcsi írásban, illetve vannak úgynevezett „ál-gyökök”, ezek azonban nem hordoznak jelentést. A dzsürcsi írásjegyeket is a gyökök és a vonásszám szerint szokták csoportosítani, a Jin Qi Cong által szerkesztett dzsürcsi szótár szerint 38 darab gyök van.
Az írásjegyek eredetük szerint a kínai és a kitaj írásból származnak, de vannak ismeretlen eredetű karakterek is. Az írásjegyeket az alábbiak alapján alakították ki:
1. Kínai eredetű karakterek:
  - új vonás hozzáadásával, és az írásjegy kiejtésének felhasználásával
  - új vonás hozzáadásával, és az eredeti jelentés megtartásával
  - a kínai írásjegy egyszerűsítésével, annak kiejtésének felhasználásával
  - az írásjegy egyszerűsítésével, figyelmen kívül hagyva kiejtését, de a jelentését megtartva
  - az írásjegy átalakításával, de a kiejtés megtartásával
  - átalakítás, tekintet nélkül a jelentésre; esetenként a kiejtés felhasználásával
  - átalakítás, majd egyszerűsítés a jelentés megtartásával
  - az írásjegy alakjának kölcsönzése
  - írásjegyek összevonása
2. Kitaj eredetű karakterek
  - új vonás hozzáadása, esetenként az eredeti jelentés megtartásával
  - egyszerűsítéssel
  - a kitaj karakter elemeinek átrendezésével
  - változtatás nélküli átvétel

Mivel a nagy dzsürcsi írás kialakításakor figyelmen kívül hagyták a kínai írás szerkezetét, és mert a kis dzsürcsi és a nagy dzsürcsi írás grafikailag sem különült el, az írást igen nehéz lehetett elsajátítani. A Jin-dinasztia bukása után sem tűnt el a dzsürcsi írás, de nehézsége miatt a Ming-kori dzsürcsik a mongol írással írták a császári udvarba küldött hivatalos leveleiket.   Ezt alátámasztja  a Zhengtong (正統) 9. évéből származó feljegyzés, amely szerint a Xuancheng-i (玄城) dzsürcsi helyőrség a dzsürcsi írás helyett inkább a mongol írást és nyelvet kezdte használni:
„Mivel nincs, ki ismerné a dzsürcsi írást, kérjük, hogy ezentúl a rendeleteket stb. tatár írással írják meg…”

## A dzsürcsi írás megfejtése
A dzsürcsi írás megfejtésében nagy szerepet játszottak a dzsürcsi-kínai szójegyzékek, mint például a Huayi yiyu (華夷譯語), amit először Wilhelm Grube dolgozott fel 1896-ban.   1984-ben Jin Qi Cong (金啓孮) kiadta  dzsürcsi szótárát, amiben az addig ismert nyelvemlékek írásjegyeit dolgozza fel. Az írásjegyek száma  az írásjegyváltozatokkal együtt összesen 1470; az írásjegyek több mint 90%-nak a jelentése és a kiejtése ismert.
A dzsürcsi írás eredetének és a kitaj írással való kapcsolatának kutatását elősegítheti majd további nyelvemlékek felfedezése is.

### Magyar nyelvű
- Birtalan Ágnes: Dzsürcsi.  A világ nyelvei.  Szerkesztő Fodor István. Budapest, Akadémiai Kiadó 1999. pp. 309–310
- Ligeti Lajos: Egy XII.sz-i mandzsu-tunguz írás. A kis dzsürcsi írás értelmezése. Értekezések a Nyelv-és Széptudományi osztály köréből 26.  Elektronikus Kiadás

### Kínai és japán  nyelvű
- 金啓孮編著:女真文辞典　文物出版社出版 1984
- 西田龍雄: アジア古代文字の解読　中公文庫2002年

### Egyéb
- Gisaburo, Kiyose Norikura: A Study of the Jurchen Language and Script.  Kyoto 1977.
- Grube, Wilhelm: Die Sprache und Schrift der Jučen.  Leipzig 1896.
- Kane, Daniel: The Sino-Jurchen Vocabulary of the Bureau of Interpreters.  Uralic and Altaic Series 153.  Bloomington, Indiana 1989.